# 10. октобар
10. октобар (10.10.) је 283. дан у години по грегоријанском календару (284. у преступној години). До краја године има још 82 дана.

## Догађаји
- 680 — У страначким борбама које су довеле до расцепа исламског света на суните и шиите, у бици код Карбале, на Еуфрату, убијен Хусеин, претендент на калифски престо династије Алида. Касније постао шиитски светац.
- 1733 — Француска објавила рат аустријском цару Карлу VI због његове подршке кнезу Августу III у намери да постане пољски краљ, уместо француског кандидата Станислава Лешћинског. Рат за пољско наслеђе трајао до 1735.
- 1911 — Кинески национални вођа Суен Јатсен у Вучангу прогласио републику и почео револуцију у којој је оборена династија Манчу. Тиме завршена владавина кинеских царева која је трајала 2.000 година. Политички наследници ове кинеске републике су се после победе комуниста непосредно после Другог светског рата повукли на Тајван и тамо наставили политички континуитет Републике Кине.
- 1913 — Завршена изградња Панамског канала дугог 81,6 km, којим су спојени Атлантски и Тихи океан.
- 1917 — Бразил у Првом светском рату објавио рат Немачкој пошто су Немци торпедовали бразилске бродове.
- 1918 — Прва српска армија под командом војводе Петра Бојовића почела операције за ослобађање Ниша у Првом светском рату. Град заузет 12. октобра, а аустроугарска војска приморана да се повуче ка северу.
- 1941 — У Загребу су усташе срушиле синагогу
- 1954 — Вијетнамски лидер Хо Ши Мин ушао у главни град Вијетнама Ханој, који су два дана раније напустиле француске колонијалне трупе.
- 1964 — У Токију отворене Олимпијске игре, прве у Азији.
- 1975 — Филмске звезде Ричард Бертон и Елизабет Тејлор венчале се по други пут. Следеће године поново се развели.
- 1980 — У катастрофалном земљотресу у Алжиру погинуло 2.590 особа, а око 330.000 становника града Ел Аснам остало без домова.
- 1982 — САД увеле санкције против Пољске због одлуке пољске владе да забрани синдикат „Солидарност“.
- 1990 — СССР и Немачка потписали уговор о повлачењу совјетских војника из Немачке до краја 1994. У Источној Немачкој било стационирано 380.000 совјетских војника с 220.000 чланова породица.
- 1991 — Скупштина Србије донела одлуку да републичка застава буде тробојка, без комунистичког симбола, звезде-петокраке.
- 1995 — Израел у складу с мировним споразумом с Палестинском ослободилачком организацијом почео повлачење са Западне обале и ослободио из затвора око 300 Палестинаца.
- 1996 — Почиње шаховски турнир у Тилбургу, Холандија.
- 2001 — Нобелову награду за економију добили Американци Џорџ А. Акерлоф, Мајкл Спенс и Џозеф Е. Стиглиц. Својом „анализом тржишта са асиметричним информацијама“, они су показали у којој мери информације утичу на функционисање тржишта, од продаје половних аутомобила до успона и колапса на великим берзама.

## Рођења
- 19 — Тиберије Гемел, син римског цара Калигуле. (прем. 37. или 38)
- 1332 — Карло II од Наваре, краљ Наваре и гроф Евреа. (прем. 1387)
- 1470 — Селим I, турски султан. (прем. 1520)
- 1684 — Антоан Вато, француски сликар. (прем. 1721)
- 1731 — Хенри Кевендиш, енглески научник. (прем. 1810)
- 1813 — Ђузепе Верди, италијански композитор. (прем. 1901)
- 1830 — Изабела II од Шпаније, краљица Шпаније. (прем. 1904)
- 1847 — Милан Јовановић Батут, лекар, универзитетски професор и утемељивач Медицинског факултета. (прем. 1940)
- 1861 — Фритјоф Нансен, норвешки истраживач, зоолог и дипломата. (прем. 1930)
- 1872 — Дионисиос Касдаглис, грчко-египатски тенисер. (прем. 1931)
- 1889 — Хан ван Мегерен, холандски сликар. (прем. 1947)
- 1895 — Јаков Готовац, југословенски диригент и композитор. (прем. 1982)
- 1895 — Волфрам фон Рихтхофен, немачки фелдмаршал. (прем. 1945)
- 1900 — Хелен Хејз, америчка глумица. (прем. 1993)
- 1901 — Алберто Ђакомети, швајцарски скулптор, сликар и графичар. (прем. 1966)
- 1913 — Клод Симон, француски књижевник и добитник Нобелове награде за књижевност. (прем. 2005)
- 1917 — Телонијус Манк, амерички музичар. (прем. 1982)
- 1923 — Мари Вокер, енглески новинар. (прем. 2021)
- 1930 — Харолд Пинтер, енглески књижевник. (прем. 2008)
- 1931 — Атена Пашко, украјинска хемијска инжењерка, песникиња и активисткиња (ум. 2012)
- 1934 — Душанка Калањ, спикерка и водитељка Телевизије Београд, прва водитељка ТВ Дневника. (прем. 2010)
- 1936 — Герхард Ертл, немачки физичар.
- 1938 — Олег Гордијевски, руски шпијун. (прем. 2025)
- 1946 — Наото Кан, јапански политичар.
- 1947 — Радован Бели Марковић, српски књижевник. († 2022)[1]
- 1950 — Нора Робертс, америчка књижевница.
- 1954 — Фернандо Сантос, португалски фудбалер и фудбалски тренер.
- 1958 — Еуђенио Пикано, италијански кардиолог, академик и инострани члан Одељења медицинских наука Српске академије наука и уметности.[2]
- 1957 — Власта Ценић, српски песник за децу.
- 1959 — Мајкл Кобли, енглески писац.
- 1963 — Драган Бјелогрлић, српски глумац, редитељ, сценариста и продуцент.
- 1965 — Крис Пен, амерички глумац. (прем. 2006)
- 1966 — Тони Адамс, енглески фудбалер и фудбалски тренер.
- 1966 — Бај Линг, кинеско-америчка глумица.
- 1972 — Рикардо Са Пинто, португалски фудбалер и фудбалски тренер.
- 1974 — Наике Ривели, италијанска глумица и певачица.
- 1978 — Џоди Лин О’Киф, америчка глумица, модел и модна дизајнерка.
- 1979 — Николас Масу, чилеански тенисер.
- 1979 — Маја, америчка музичарка и глумица.
- 1980 — Чак Ејдсон, амерички кошаркаш.
- 1982 — Јасер Ал-Катани, фудбалер Саудијске Арабије.
- 1983 — Никос Спиропоулос, грчки фудбалер.
- 1985 — Марина Ламбрини Диамандис, велшка музичарка.
- 1986 — Нејтан Џавај, аустралијски кошаркаш.
- 1987 — Колин Слејд, новозеландски рагбиста.
- 1991 — Лали, аргентинска музичарка, глумица, плесачица и модел.
- 1991 — Маријана Пахон, колумбијска бициклисткиња.
- 1991 — Габријела Чилми, аустралијска музичарка.
- 1991 — Џердан Шаћири, швајцарски фудбалер.
- 2002 — Томас Кук, бразилско-амерички глумац.

## Смрти
- 19 — Германик Јулије Цезар, римски државник и војсковођа. (рођ. 15. п. н. е.)
- 680 — Хусеин ибн Али, Мухамедов унук. (рођ. 627)
- 827 — Папа Валентин, католички папа.
- 1659 — Абел Тасман, холандски истраживач и поморац. (рођ. 1603)
- 1837 — Шарл Фурије, француски економиста и филозоф. (рођ. 1772)
- 1911 — Џек Данијел, амерички произвођач алкохолних пића, оснивач Џек Данијелс дестилерије вискија. (рођ. 1846)
- 1914 — Карол I Румунски, румунски краљ. (рођ. 1839)
- 1963 — Едит Пијаф, француска певачица. (рођ. 1915)[3]
- 1964 — Хајнрих Нојхаус, совјетски пијаниста и педагог. (рођ. 1888)
- 1970 — Едуар Даладје, француски политичар. (рођ. 1884)
- 1976 — Силвана Арменулић, југословенска пјевачица. (рођ. 1939)[4]
- 1983 — Ралф Ричардсон, енглески глумац. (рођ. 1902)
- 1985 — Јул Бринер, амерички филмски и позоришни глумац. (рођ. 1920)
- 1985. — Орсон Велс, амерички филмски глумац, режисер и продуцент. (рођ. 1915)
- 2000 — Сиримаво Бандаранаике, бивши премијер Шри Ланке, прва жена-премијер на свету. (рођ. 1916)
- 2004 — Кристофер Рив, амерички глумац. (рођ. 1952)
- 2005 — Милтон Оботе, угандски политичар. (рођ. 1925)
- 2010 — Соломон Берк, амерички музичар. (рођ. 1940)
- 2010. — Џоун Садерланд, аустралијска певачица. (рођ. 1926)
- 2013 — Скот Карпентер, амерички пилот и астронаут. (рођ. 1925)